# 下诺切拉主教座堂
40°44′17.00″N 14°39′08.22″E / 40.7380556°N 14.6522833°E
下诺卡拉圣普里斯科圣殿主教座堂（Basilica Cattedrale di San Prisco）是天主教下諾卡拉-薩爾諾教區的主教座堂，也是罗马天主教的宗座圣殿，位于意大利坎帕尼亚大区下诺切拉。
该堂于十四世纪建在本笃会修道院的遗址上，诺卡拉第一位主教圣普里斯科墓在此。

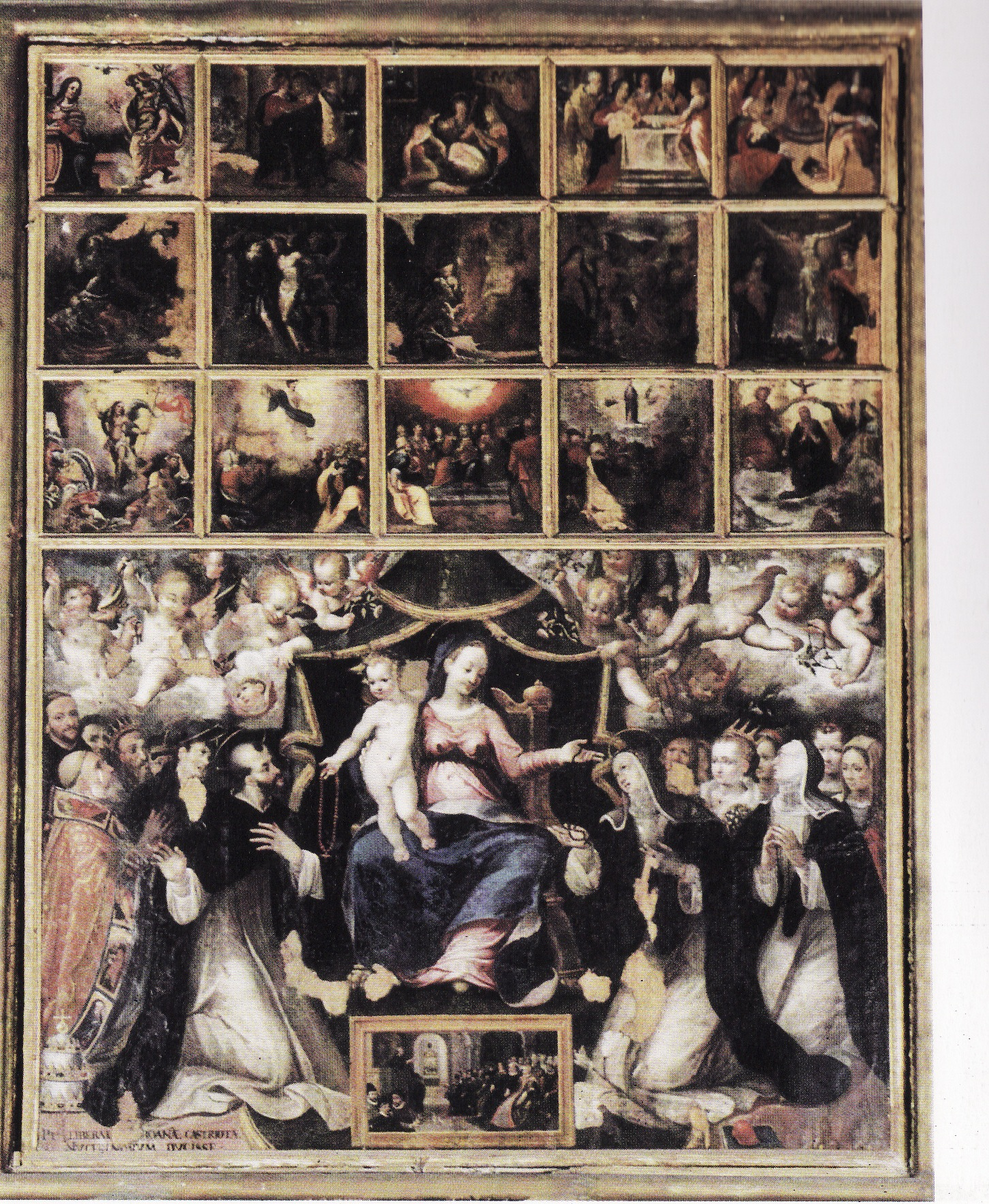
Aert Mytens, Madonna del Rosario

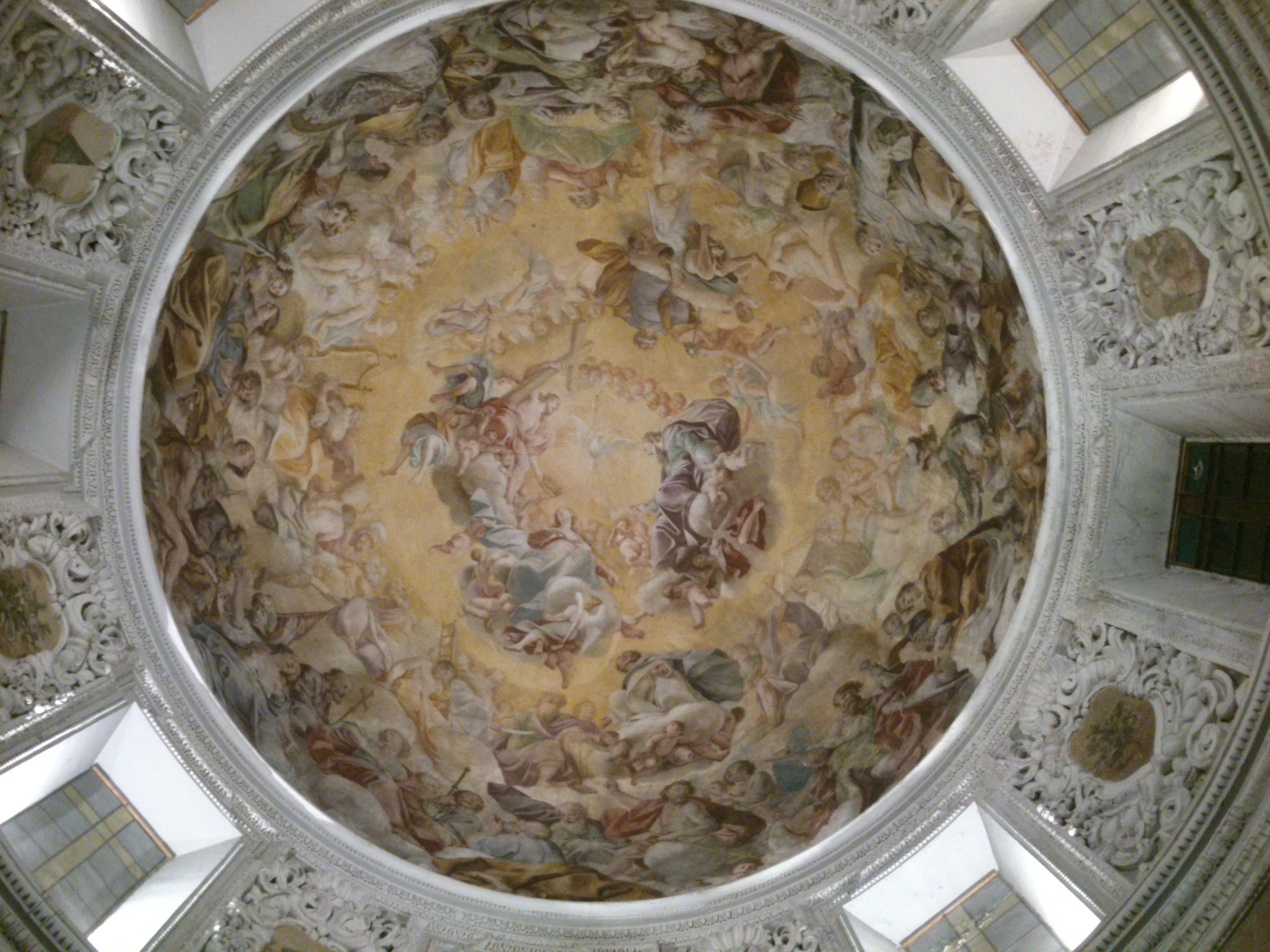
Angelo e Francesco Solimena, Gloria del Paradiso

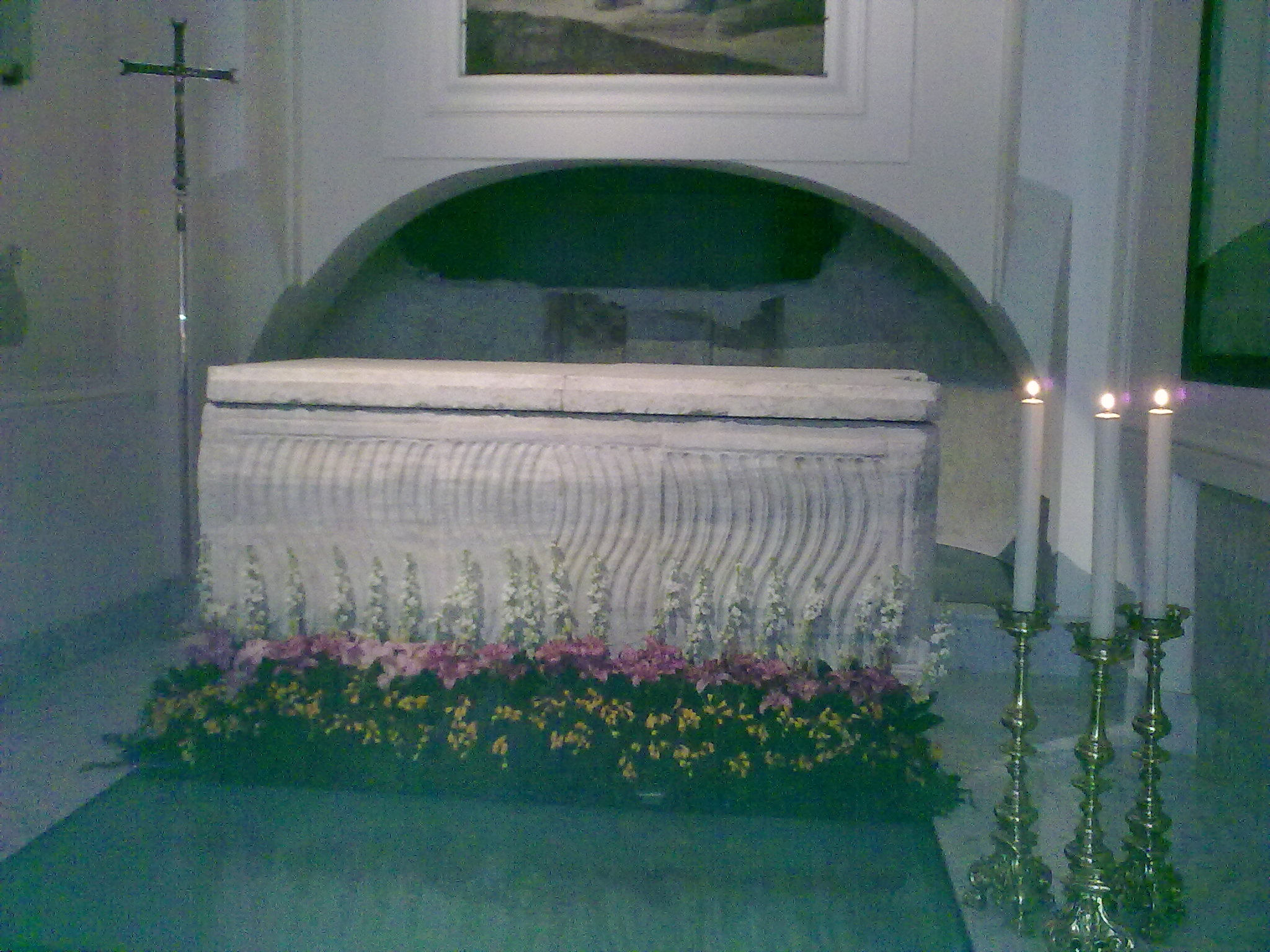
Il sarcofago di San Prisco (III secolo)

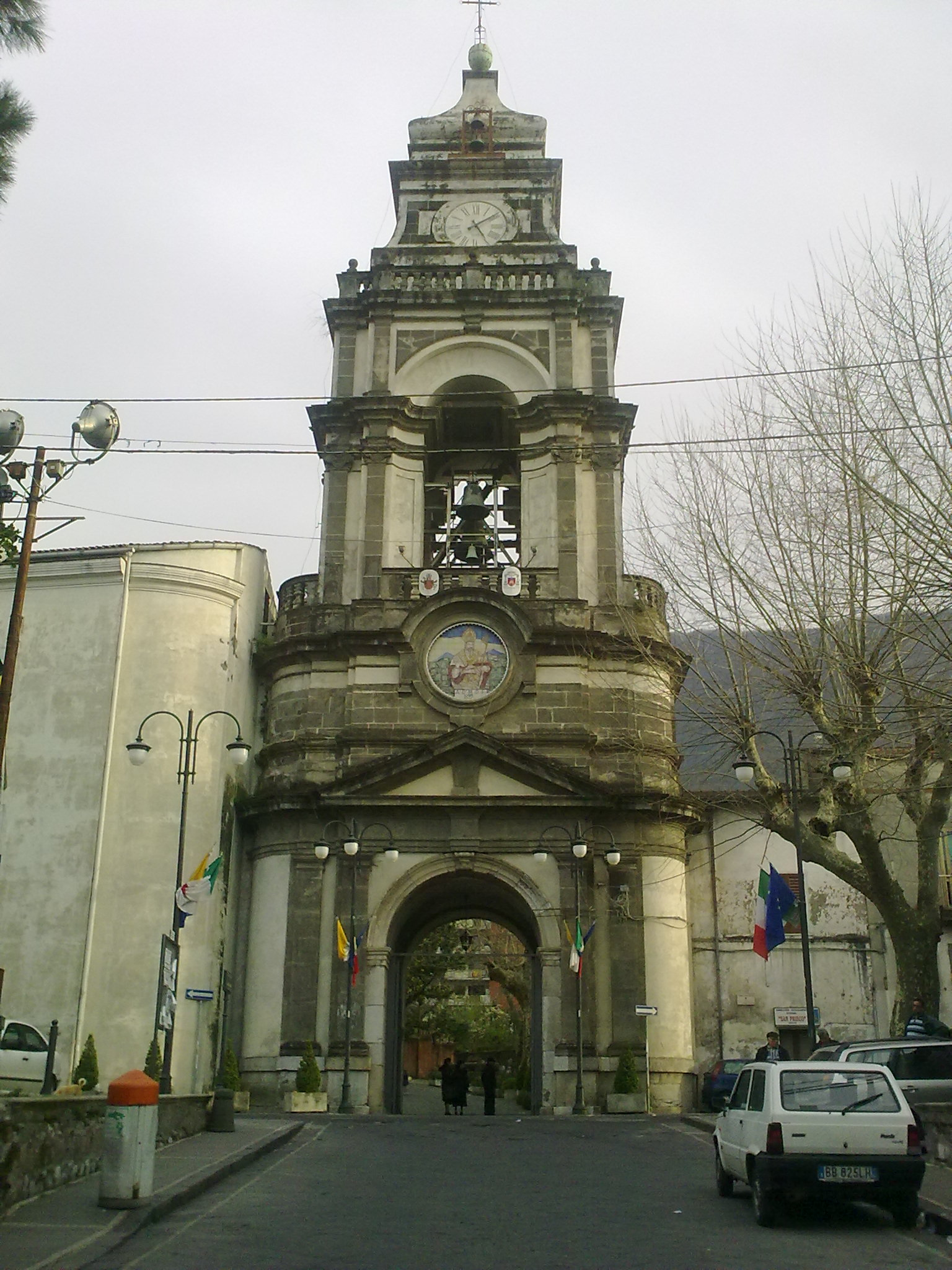
Il campanile di Francesco Solimena